# Абу-ль-Фариз Абдул Азиз I
Абу-ль-Фариз Абду-ль-Азиз I ибн Али аль-Мустансир, или Абу-ль-Фариз Абду-ль-Азиз I (ум. 1372) — маринидский султан Марокко в 1366—1372 годах. Он принял трон во время, когда власть Маринидов клонилась к закату, и смог ненадолго противостоять этой тенденции. После его смерти государство вернулось к анархии.

## Биография
Абу-ль-Фариз Абдул Азиз пришёл к власти в то время, когда мусульманские государства Гранада, Марокко и Тлемсен были слабы и склонны вмешиваться в дела друг друга. Абу-ль-Фариз был одним из сыновей Абу-л-Хасанf Али I и до восшествия на трон был пленником во дворце Феса.
В 1366 году султан Мухаммад II ас-Саид попытался сместить ваттасидского визиря Умара ибн Абдаллу аль-Ябани и был убит в ответ. На престол был возведён Абу-ль-Фариз Абдул Азиз. Когда он почувствовал себя уверенно на троне, во избежание предательства он приказал убить визиря.
Абу-ль-Фариз стал одним из наиболее способных правителей Маринидов. Он победил соседнее государство Зайянидов Тлемсен, восстановил контроль над Марракешем, где один из маринидских принцев, поддержанный племенем хинтата в Атласских горах, отложился от султаната.
Когда Абу-ль-Фариз захватил Тлемсен, он взял в плен дипломата ибн Халдуна (1332—1406) и зачислил его к себе на службу. Позже Ибн Халдун прославился как виднейший мусульманский историк, свой главный труд он начал писать около 1372 года. Ибн Ридван аль-Малаки (1318—1381), автор крупного трактата по политической этике, был ещё одним из старших сановников Абу-ль-Фариза. Султан дал убежище Ибн аль-Хатибу, бывшему визирю Мухаммеда V Гранадского. Абу-ль-Фариз дал приказ силам Маринидов в Гибралтаре помочь аль-Хатибу бежать в Марокко. Наконец, султан построил больницу Муристан аль-Азизи в Фесе и фонтан, сохранившийся до наших дней.
Абу Фарис умер в 1372 году, его сменил сын Мухаммад III. Государство вновь погрузилось в анархию, а в 1374 году Мухаммад V Гранадский взял под свой контроль Гибралтар.